# کریگ بنجامین
کریگ بنجامین (به انگلیسی: Craig G. Benjamin) مورخ استرالیایی-آمریکایی است که استاد تاریخ در کالج فردریک جی. مایجر در دانشگاه ایالتی گراند ولی است، جایی که او تمدن آسیای شرقی، تاریخ بزرگ، تاریخ آسیای مرکزی باستان، و تاریخ نگاری تاریخ جهان را تدریس می کند. در سال های 2014 و 2015 به عنوان رئیس انجمن تاریخ جهانی خدمت کرد.
او ویراستار جلد چهارم تاریخ جهان کمبریج بوده است.

## منبع
- مشارکت‌کنندگان ویکی‌پدیا. «Craig Benjamin». در دانشنامهٔ ویکی‌پدیای انگلیسی، بازبینی‌شده در ۲۰۲۴-۰۸-۱۱.